# 西形商店
株式会社西形商店（にしかたしょうてん）は福島県福島市に本社を置く小売・卸売業者である。

## 概要
福島市内でENEOSのガソリンスタンドを展開している他、県内一円で生活雑貨（ライオン製品）や建築資材の卸売を行っている。
1850年（嘉永3年）に現在の福島市本町に創業し、1939年（昭和14年）に株式会社として設立された。1954年には福島市内で初めてとなるガソリンスタンドの設置を行ったほか、1960年には福島県で初めてとなる液化天然ガスの充填工場である福島液化ガス工業株式会社を立ち上げた。

## 沿革
- 1850年（嘉永3年） - 現在の福島市本町に創業。
- 1939年（昭和14年） - 株式会社として設立。
- 1954年（昭和29年） - 福島市で初のガソリンスタンドとなる飯坂通りSSを開設。
- 1960年（昭和35年） - 福島県初のLPG充填工場、福島液化ガス工業株式会社を創業。
- 1964年（昭和39年） - 日本セメント（現太平洋セメント）と共同出資で東北アサノ生コン株式会社を創業。
- 1967年（昭和42年） - いわき営業所開設。
- 1971年（昭和46年） - 会津営業所開設。
- 1974年（昭和49年） - 資本金を2000万円に増資。
- 1975年（昭和50年） - 郡山営業所開設。
- 1982年（昭和57年） - 中央ホームズ（現J-NET中央株式会社）に加盟。
- 1986年（昭和61年） - 福島市曾根田町（現曽根田町）の油槽所跡地に曾根田事業所を開設し建材分門を移管。
- 1991年（平成3年） - 資本金を2150万円に増資。
- 1997年（平成9年） - 東北アサノ生コンと福島小野田レミコンを集約し秩父小野田セメント（現太平洋セメント）の子会社として東北アサノレミコン株式会社を設立。
- 1998年（平成10年） - 本社、曾根田事業所を現本社所在地に移転。
- 2000年（平成12年） - 転換社債権利行使により資本金が7000万円となる。
- 2009年（平成21年）- 福島アサノレミコン営業終了。

## 事業内容
- 石油部
福島市内でENEOSのガソリンスタンド4箇所を運営している。
- 家庭用品部
ライオン製品の卸売りを行っている。
- 資材部
建築資材や住設資材の卸売を行っている。
- 建築部
住宅の内外装工事などを手がけている。
- 環境エネルギー部
パナソニック製太陽光発電装置やENEOS製家庭用燃料電池（エネファーム）、高効率給湯器（エコフィール）の販売。

## 事業所
- 本社・福島液化ガス工業 矢剣オートガススタンド
福島県福島市矢剣町4-18
- いわき営業所
福島県いわき市好間町上好間字南町田30-3
- 郡山営業所
福島県郡山市桑野三丁目12-44
- 会津営業所
福島県会津若松市神指町大字黒川字湯川東165-1

## 関連会社
- 福島ガス - 代表取締社長を当社会長が務めている